# Mountainscapes
Mountainscapes ist ein Musikalbum des amerikanischen Bassisten Barre Phillips, das im März 1976 großteils in Quartettbesetzung aufgenommen und im September desselben Jahres bei ECM Records erschienen ist.

## Hintergrund
Phillips wurde in Europa zunächst vor allem in der Gruppe The Trio bekannt, in der er mit dem Briten John Surman und dem Schlagzeuger Stu Martin zwischen 1969 und 1971 in einer hohen Intensität zusammenarbeitete. Danach beschäftigten sich die Musiker vor allem mit anderen Projekten. Phillips arbeitete, nachdem ihn der Regisseur Antoine Bourseiller angesprochen hatte, in Frankreich für das Theater. Ab 1972 begleitete er Ballettstücke von Carolyn Carlson und trat als Solist auf. Daneben entstanden aber auch Aufnahmen mit Michel Portal, Terje Rypdal, Friedrich Gulda, Colette Magny, Jirí Stivín oder Krzysztof Zgraja. 1975 wurden Phillips und Surman zum NDR Jazzworkshop eingeladen, wo sie mit dem österreichischen Synthesizerspieler Dieter Feichtner auftraten; mit dieser Unterstützung des NDR traten sie am 8. Juni 1975 beim 1. New Jazz Festival in Onkel Pös Carnegie Hall in Hamburg auf und firmierten dort als John Surman Trio.
1976 erhielt Phillips einen Vertrag bei ECM. Erweitert um Stu Martin, der in der Zwischenzeit mit Surman ein Duoalbum eingespielt hatte, entstanden in Quartettbesetzung im März 1976 im Tonstudio Bauer in Ludwigsburg acht Stücke, die auf Kompositionen von Barre Phillips für die Tänzer von Carlson aufbauten; beim letzten der Stücke kam es zu einem spontanen Gastauftritt des Gitarristen John Abercrombie, der im Studio vorbeischaute. Toningenieur von Mountainscapes war Martin Wieland.

## Titelliste
1. Mountainscape I – 5:54
2. Mountainscape II – 2:45
3. Mountainscape III – 4:21
4. Mountainscape IV – 4:25
5. Mountainscape V – 4:50
6. Mountainscape VI – 4:33
7. Mountainscape VII – 3:21
8. Mountainscape VIII – 7:12

Als Urheber der Musik sind für alle Titel Barre Phillips, Dieter Feichtner, John Surman und Stu Martin genannt.

## Rezeption
Mountainscapes wurde vom Melody Maker als „weitläufig, ehrfurchtgebietend und glorreich“, aber auch als „Ausgangspunkt für die Form des zukünftigen Jazz“ charakterisiert. The Penguin Guide to Jazz Recordings gab dem Album die volle Punktzahl. The Rolling Stone Jazz Record Guide empfahl das Album mit vier von fünf Sternen. Bei AllMusic wurde das Album hingegen nur mit drei von fünf Sternen bewertet.
Kevin LeGendre, der das Album 2019 für das britische Fachjournal Jazzwise besprach, bewertete es mit vier Sternen. Das Album sei eine Erinnerung an eine von Phillips vielen Leistungen als Bandleader während einer illustren Karriere. Mit dem Multi-Instrumentalisten John Surman und dem Schlagzeuger Stu Martin in der Gruppe sei die Qualität der Improvisationen wenig überraschend, aber der wahre Trumpf sei der wenig bekannte Keyboarder Dieter Feichtner. Wenn das metaphorische Ziel der Musik darin bestehe, die Majestät der Berge heraufzubeschwören, dann erzeuge dieser die Nebelschwaden auf dem Gipfel durch aufreizend anhaltende Akkorde, Drones und streicherähnliche Effekte, die auffällig sind, ohne jemals aufdringlich zu sein. Diese Klangpalette sei eine feine Ergänzung zu den eher geschwätzigen Aussagen seiner Begleiter, die in acht etüdenartigen Stücken, bei deren letztem der Gitarrist John Abercrombie mitwirkt, Themen und Passagen des freien Spiels ein- und ausblenden. Phillips verankere die Session, die gelegentlich an die Frühphase von Weather Report erinnere, wenn die sich auf L. Shankar eingestellt hätte, brillant.